# Acunasus luteus
Acunasus luteus är en insektsart som beskrevs av Delong 1945. Acunasus luteus ingår i släktet Acunasus och familjen dvärgstritar. Inga underarter finns listade i Catalogue of Life.